# Peter Ole Jørgensen

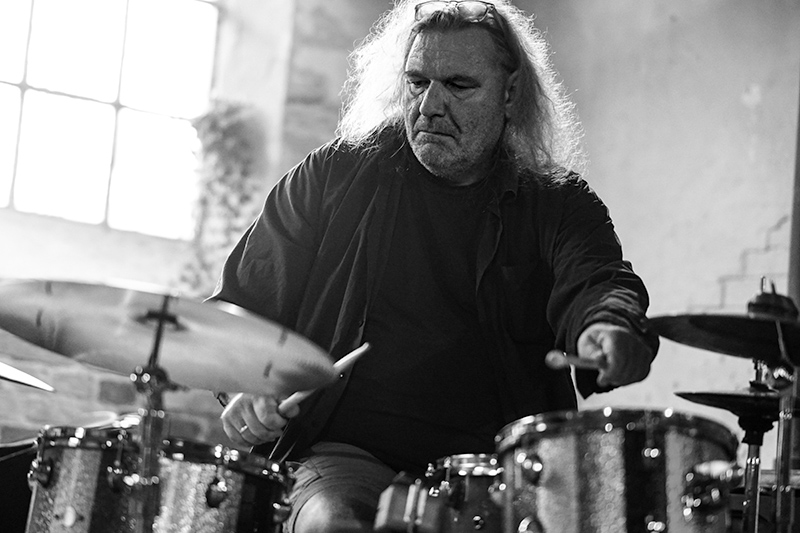
Peter Ole Jørgensen
Chopenhagen Jazz Festival 2018

Peter Ole Jørgensen (* 1958 in Sorgenfri, Kopenhagen) ist ein dänischer Jazz- und Improvisationsmusiker (Schlagzeug, Perkussion, Komposition).

## Leben und Wirken
Jørgensen arbeitet seit den 1970er-Jahren in der internationalen Jazz- und Improvisations-Szene, u. a. mit Evan Parker, John Tchicai, Mats Gustafsson (Torden Kvartetten), Herb Robertson/Lotte Anker (Mokuto) und David Thomas (Pere Ubu). Im Quartett mit Peter Brötzmann, dem dänischen Bassisten Peter Friis Nielsen und zunächst dem Posaunisten Johannes Bauer entstand The Wild Mans Band (1997); Neuauflagen dieser Band mit Mats Gustafsson, 2001 dann mit Pierre Dørge und zuletzt 2004 mit Fred Lonberg-Holm wurden auf Tonträger dokumentiert.
Ferner gehörte Jørgensen den Formationen Global Guaranty Orchestra, Cockpit Music und Dane T.S. Hawk and his Great Mongo Dilmuns an. Außerdem schrieb er Musik für über 50 Filme und Performances. Seit 1996 arbeitete Jørgensen mit Pat Thomas, als dieser in Jørgensens Gruppe Sweethearts in a Drugstore (mit Alan Silva, Axel Dörner, Phil Durrant und Johannes Bauer) spielte. Er leitet das Label Ninth World Music, auf dem bislang circa 50 Veröffentlichungen erschienen. Im Bereich des Jazz war er zwischen 1976 und 2017 an 58 Aufnahmesessions beteiligt.

## Diskographische Hinweise
- Philipp Wachsmann, Peter Ole Jørgensen, Jakob Riis: Expanded Botanics (Ninth World Music, 2004)
- Expanded Botanics: Wachsmann, Jørgensen, Riis: Refugium (Ninth World Music, 2006)
- Mikołaj Trzaska, Rafał Mazur, Peter Ole Jørgensen: Jellyspace (Not Two Records, 2017)